# Myiarchus stolidus
Myiarchus stolidus е вид птица от семейство Tyrannidae.

## Разпространение
Видът е разпространен в Американските Вирджински острови, Британските Вирджински острови, Доминиканската република, Кайманови острови, Хаити и Ямайка.